# Apasionadamente
Apasionadamente es una película de Argentina dirigida por Luis César Amadori sobre su propio guion escrito con el seudónimo de Enrique Vico Carré que se estrenó el 19 de mayo de 1944 y fue interpretada por Zully Moreno, Pedro López Lagar y Enrique Chaico.

## Sinopsis
El romance entre una joven aristocrática y un pintor sin suerte que transcurre en los lagos de Bariloche.

## Reparto
- Zully Moreno
- Pedro López Lagar
- Enrique Chaico
- Rafael Frontaura
- Ada Cornaro
- Juan José Piñeiro
- Mauricio Castel
- José Maurer
- Iris Martorell

## Comentarios
Calki escribió en El Mundo:

”Atrayente en su presentación, tan brillante en los escenarios naturales como en los interiores, la película destaca, además, un esfuerzo ponderable en su realización.

Por su parte Roland dijo en Crítica:

”Pese a su barniz exterior, de engañadora apariencia, apela, en el fondo, a los resortes más primarios del melodrama y efectista y popular…todo es triste y quejumbroso… el diálogo casi siempre cursi … de escaso vuelo pese a la pretensión poemática del tema.